# Euboiki ES
Euboiki ES (gr. Ευβοϊκή Ένωσις Σκακιστών, Euboiki Enosis Skakiston) – grecki klub szachowy z siedzibą w Chalkidzie.

## Historia
Klub powstał w 1955 roku. W 2021 roku wystąpił w ścisłym finale o mistrzostwo Grecji, zajmując drugie miejsce. W sezonie 2022 klub zajął trzecie miejsce w Alpha Ethniki. W 2023 roku ponownie uzyskano wicemistrzostwo kraju. Rok później zespół zakończył ligowe rozgrywki na trzeciej pozycji.

## Arcymistrzowie w historii klubu
- Maxime Lagarde[6]
- Olivér Mihók[7]
- Joanis Papaioanu[6]
- Aleksiej Szyrow[8]